# Буон Респиро (Витербо)
Буон Респиро је насеље у Италији у округу Витербо, региону Лацио.
Према процени из 2011. у насељу је живело 64 становника. Насеље се налази на надморској висини од 393 м.